# 長峯純一
長峯 純一（ながみね じゅんいち、1958年 - ）は、日本の経済学者。関西学院大学総合政策学部教授、同大学副学長。

## 来歴
宮城県気仙沼市出身。宮城県気仙沼高等学校、1980年茨城大学人文学部卒業。横浜国立大学大学院経済学研究科修士課程修了。慶應義塾大学大学院経済学研究科博士課程単位取得満期退学。2005年関西学院大学より博士（経済学）取得。
追手門学院大学経済学部専任講師・助教授、関学大総合政策学部助教授を経て現職。
公共選択学会理事、日本公共政策学会理事、みなと気仙沼大使などを歴任。

## 著書

### 単著
- 『公共選択と地方分権』（勁草書房, 1998年）
- 『費用対効果』（ミネルヴァ書房, 2014年）

### 編著
- 『比較環境ガバナンス』（ミネルヴァ書房, 2011年）
- 『公共インフラと地域振興』（中央経済社, 2015年）

### 分担執筆
- （片山泰輔）『公共投資と道路政策』（勁草書房, 2001年）

### 翻訳
- （ブライアン・カプラン）『選挙の経済学』（奥井克美監訳, 日経BP社, 2009年）